# Тюте
Тюте (Тетё) — река в России, протекает по Кош-Агачскому району Республики Алтай. Река начинается на северных склонах Северо-Чуйского хребта Горного Алтая, несёт свои воды в Курайскую степь. Левый приток реки Чуи. На части карт река обозначена как Тетё.
Длина реки — 30 км. Исток реки в ледниковых цирках пика Купол Трёх Озёр. В верхней части река несёт свои воды через альпийские луга в горную тайгу, затем в Курайскую степь. Устье реки находится в 125 км от устья Чуи. Часть степи по реке Тете известна под названием Тетинской степи.

## Данные водного реестра
По данным государственного водного реестра России относится к Верхнеобскому бассейновому округу, водохозяйственный участок реки — Катунь, речной подбассейн реки — Бия и Катунь. Речной бассейн реки — (Верхняя) Обь до впадения Иртыша.